# Hvideruslands fodboldforbund
Hvideruslands fodboldforbund (hviderussisk: Беларуская Фэдэрацыя Футбола) er det øverste ledelsesorgan for fodbold i Hviderusland. Det administrerer Wysjejsjaja Liha og Hvideruslands fodboldlandshold og har hovedsæde i Minsk.
Forbundet blev grundlagt i 1989 efter landets frigørelse. I 1992 blev det medlem af FIFA og i 1993 medlem af UEFA.
| Fodbold | Spire Denne artikel om en fodboldorganisation er en spire som bør udbygges. Du er velkommen til at hjælpe Wikipedia ved at udvide den. |